# سیارک ۱۸۵۵۶
سیارک ۱۸۵۵۶ (به انگلیسی: 18556 Battiato، نامگذاری:1997CC7) هجده هزار و پانصد و پنجاه و ششمین سیارک کشف شده‌است که در ۷ فوریه ۱۹۹۷ کشف شد.
قدر مطلق سیارک برابر ۲۵٫۷ است.